# Paix de Raciąż
La paix de Raciąż est un traité de paix signé le 22 mai 1404 entre royaume de Pologne et le grand-duché de Lituanie, d'une part, et les chevaliers Teutoniques d'autre part, concernant le contrôle de la terre de Dobrzyń et de la Samogitie. La paix de Raciąż confirme essentiellement les traités de Kalisz (1342) et de Salynas (1398). Ses dispositions ne furent cependant pas durable ; la situation changea rapidement du fait de la guerre polono-lituanienne-teutonique de 1409-1411.
La Pologne, avec le soutien de la papauté, a pu accroître ses liens avec le grand-duché de Lituanie grâce à la signature de l'union de Vilnius et Radom en 1401. La même année, les Samogitiens se rebellent contre les Teutoniques, incendiant plusieurs châteaux. Les chevaliers ripostent et attaquent Kaunas et Grodno. En 1402, l'Ordre s'allie au duc lituanien Švitrigaila, frère de Ladislas II Jagiellon, qui promet de céder la Samogitie aux chevaliers teutoniques, conformément au traité de Salynas.
Aucune des deux parties n'ayant pu remporter une victoire décisive, et le duc Vytautas le Grand étant contraint de diriger son attention sur la guerre que lui menait Iouri de Smolensk, des négociations commencèrent à l'été 1403. Le traité final est signé à Raciąż ; il règle le sort de certains des territoires contestés entre la Pologne, la Lituanie et l'Ordre : la Terre de Dobrzyń doit retourner en Pologne moyennant des frais, la Samogitie doit rester aux mains des Teutoniques, et aucune conclusion n'est atteinte concernant le statut de Gdańsk. Švitrigaila est en outre autorisé à retourner en Podolie.
Lorsque Vytautas met finalement un terme à la guerre contre le grand-duché de Moscou, en 1408, il se retourne contre les chevaliers teutoniques. Les Samogitiens s'étant à nouveau rebellés en 1409, une nouvelle guerre éclate entre la Pologne-Lituanie et les Teutoniques, qui sont vaincus de manière décisive lors de la bataille de Grunwald en 1410. La paix de Torun (1411) a modifie et invalide les dispositions territoriales de la paix de Raciąż.